# Kétsávos gyalogcincér
A kétsávos gyalogcincér (Dorcadion pedestre) a cincérfélék családjába tartozó, Európában honos, réteken, legelőkön élő bogárfaj. 

## Megjelenése
A kétsávos gyalogcincér testhossza 11-15 mm. Testalkata erőteljes, csápjai, lábai vaskosak. Az előtor oldalain egy-egy rövid tüske áll ki, szárnyfedőinek nincsenek vállai, oldalvonalai ívesek. Színe fekete, az első csápíz és a lábai barnásvörösek. Szárnyfedőinek varratán kettős fehér csík található, oldalszegélyein keskeny fehér szőrsáv húzódik, a végétől pedig két rövid, elmosódó vállcsík indul előre (utóbbi gyakran hiányozhat). A szárnyfedők szőrei soha nem annyira sűrűek, hogy elfednék a skulptúrát, általában csak a varratsáv és a szegély szőrözött. A fej és az előtor nagyon durván pontozott, az utóbbin hosszanti bemélyedéssel. A szárnyfedők durvábban és szórtan, hátrafelé elmosódottan, a csúcs előtt sűrűn, elmosódottan ráncolva pontozottak. Szárnya visszafejlődött, röpképtelen.

## Elterjedése és életmódja
Közép- és Délkelet-Európában honos, Csehországtól és Kelet-Ausztriától a Kárpát-medencén és a Balkánon keresztül Dél-Ukrajnáig. Magyarországon az alacsonyabb hegy- és dombvidéken és az alföldi füves élőhelyeken egyaránt előfordul; gyakori, helyenként tömeges faj.   
A szárazabb réteket, sztyeppréteket, homoki és sziki legelőket kedveli. Lárvája különböző fűfélék gyökereivel táplálkozik. Életciklusa egy évig tart. Az imágó április-júniusban rajzik, a füvek, lágyszárú növények leveleit eszi.  

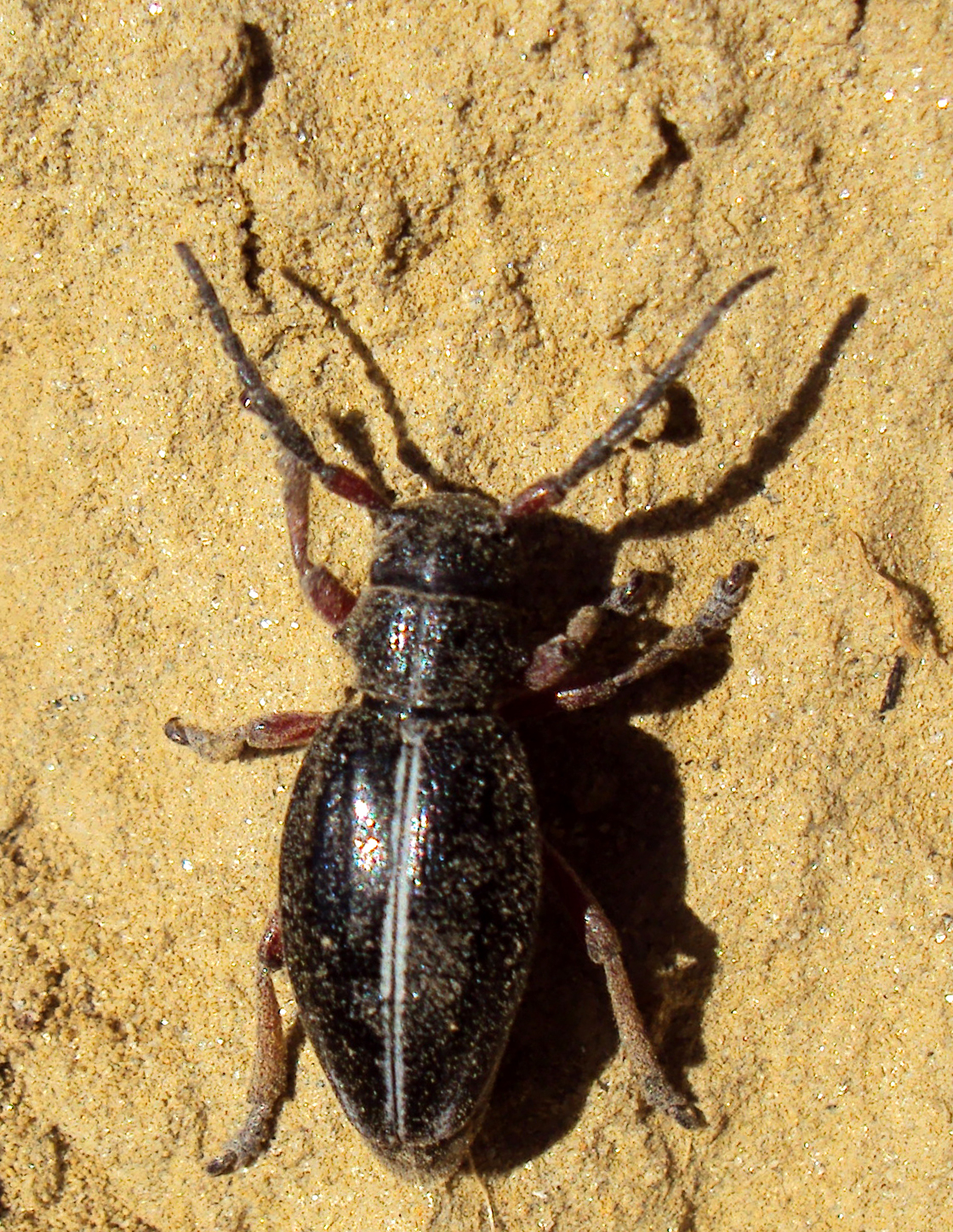
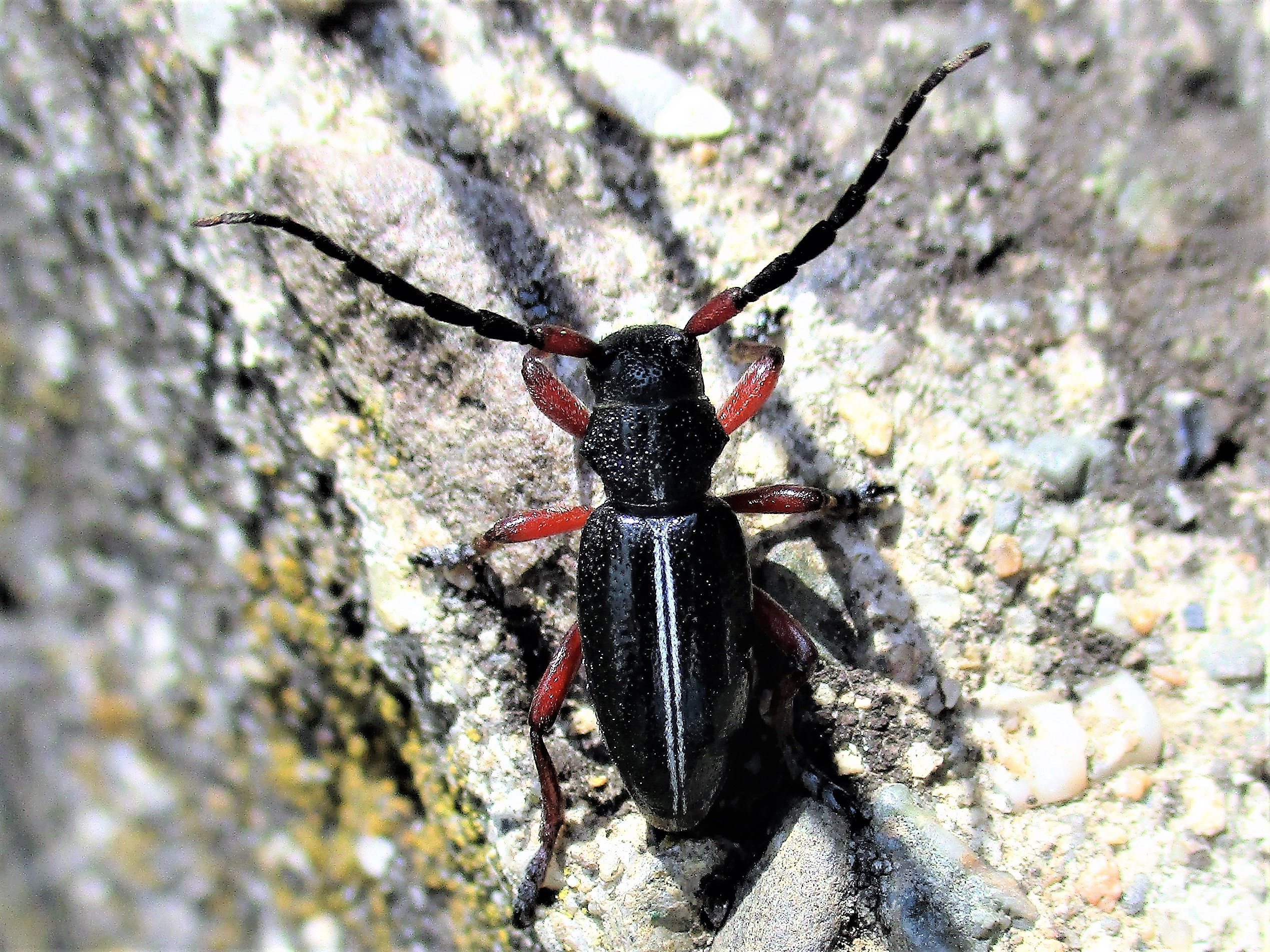
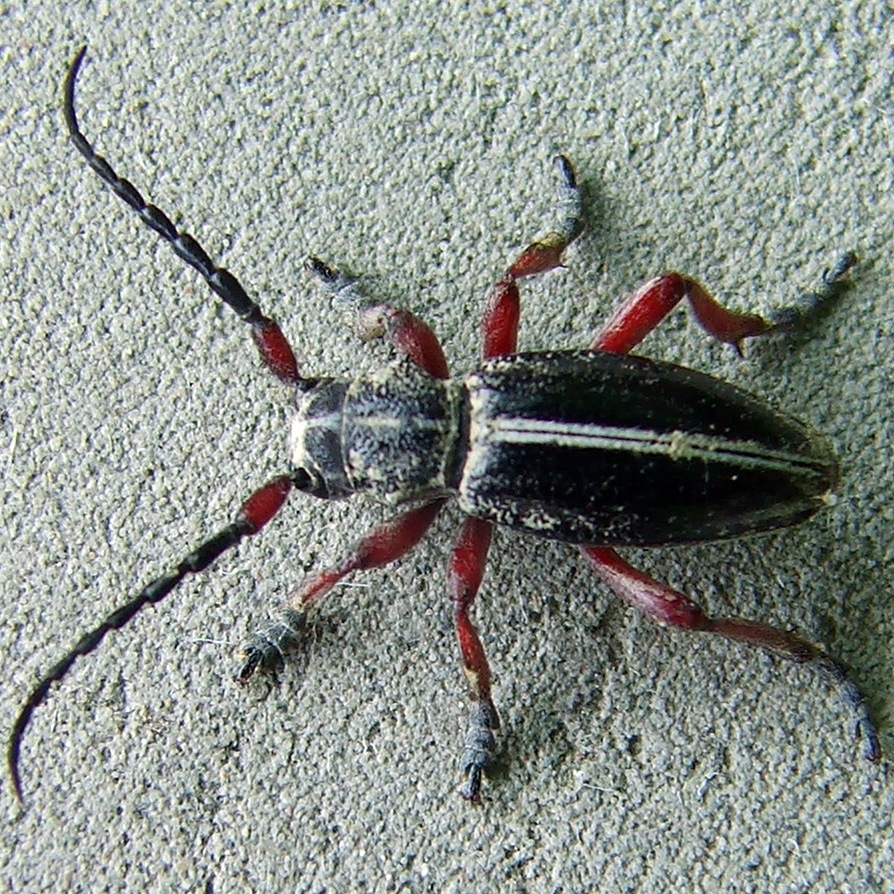
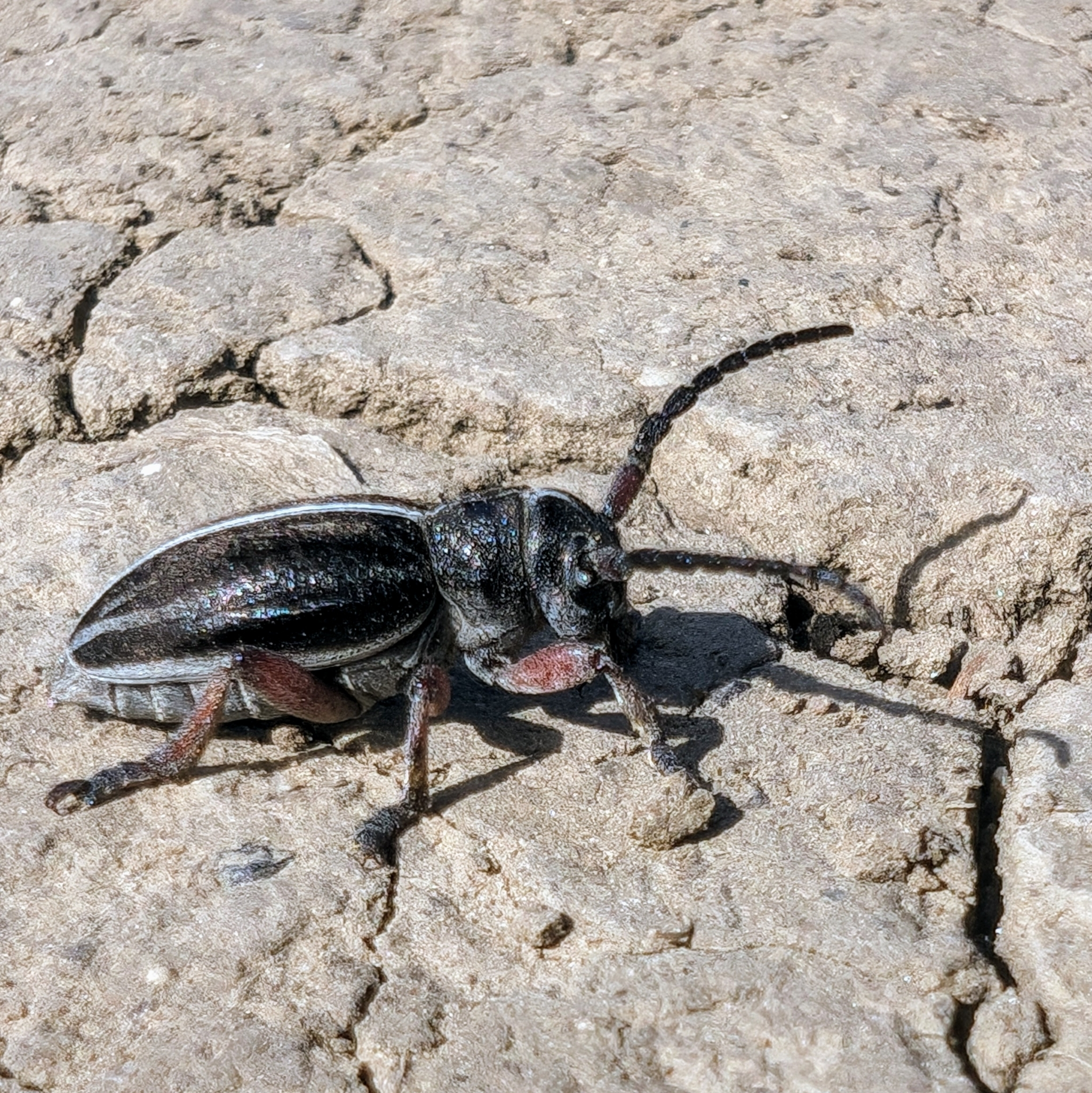
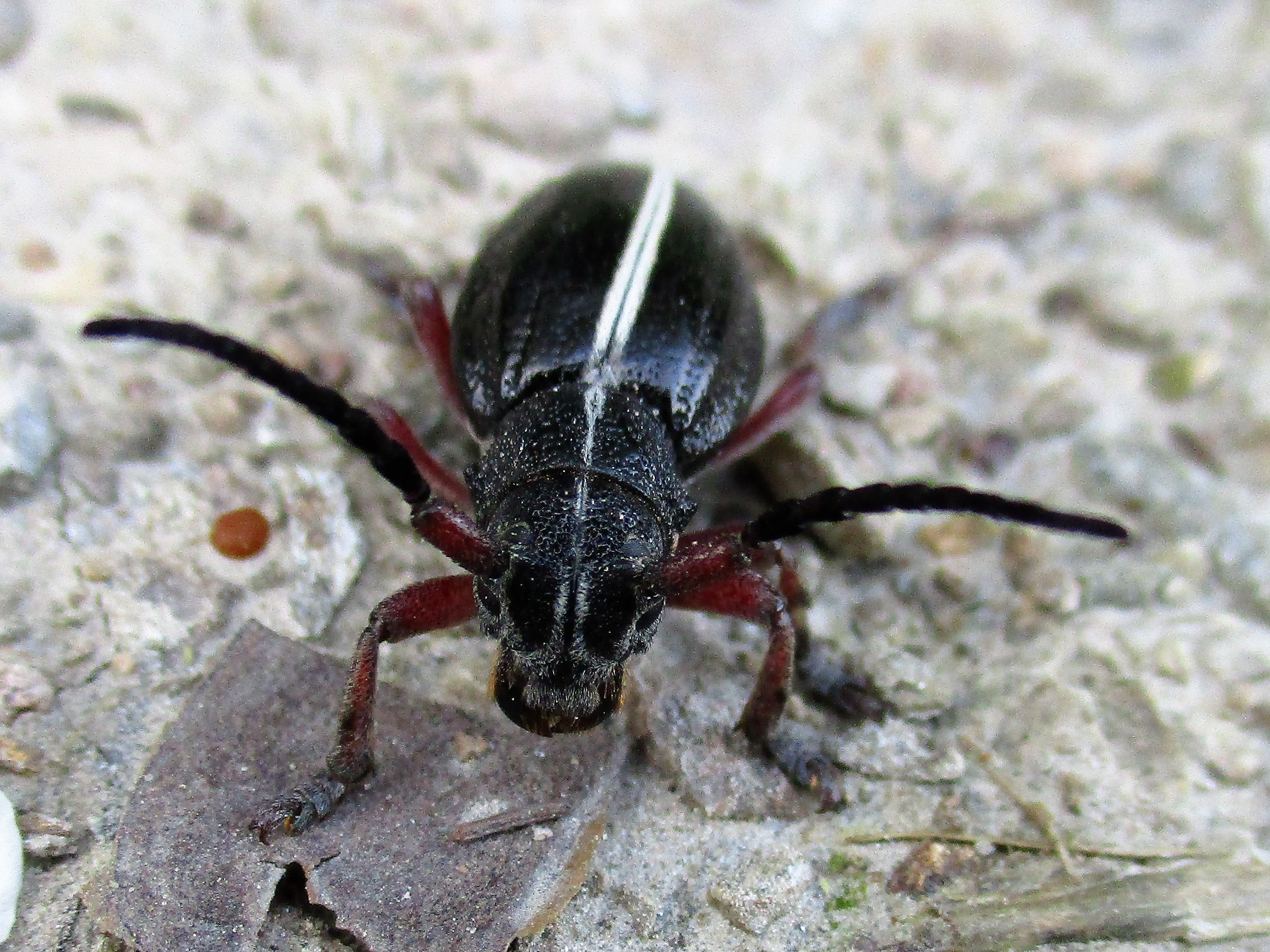

Magyarországon nem védett.